# Bougie de préchauffage
 (août 2018).
Si vous disposez d'ouvrages ou d'articles de référence ou si vous connaissez des sites web de qualité traitant du thème abordé ici, merci de compléter l'article en donnant les références utiles à sa vérifiabilité et en les liant à la section « Notes et références ».
Pour les articles homonymes, voir Bougie (homonymie).
Ne doit pas être confondu avec Bougie d'allumage.
La bougie de préchauffage est un élément des moteurs Diesel, permettant le démarrage du moteur à froid en créant un « point chaud » en haut de la chambre de combustion afin de favoriser l'autoallumage du carburant essentiellement quand le temps est très froid et le taux de compression trop bas pour obtenir rapidement une température suffisante à l'autoinflammation dans les cylindres.

## Principe

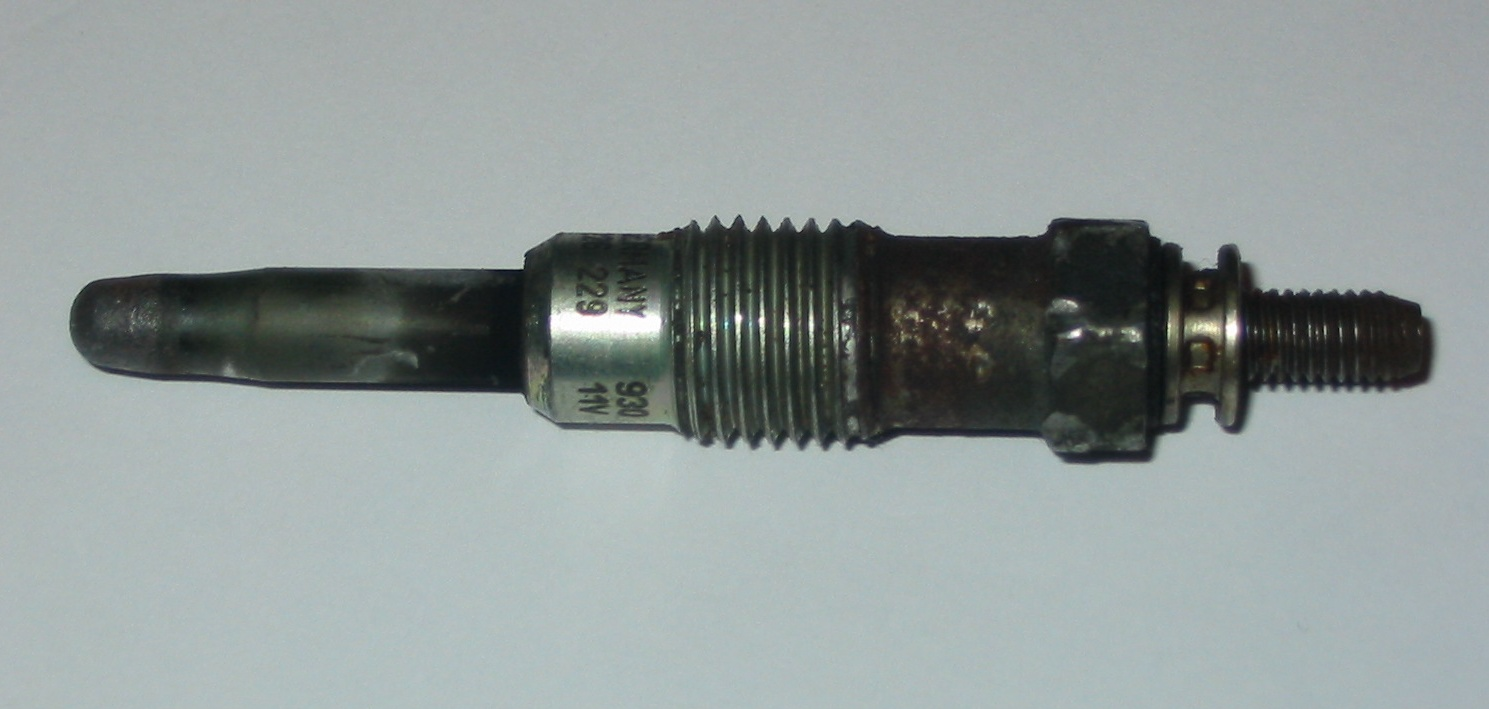
Bougie de préchauffage comprenant de gauche à droite le crayon, le corps en céramique et la tige de connexion (borne).

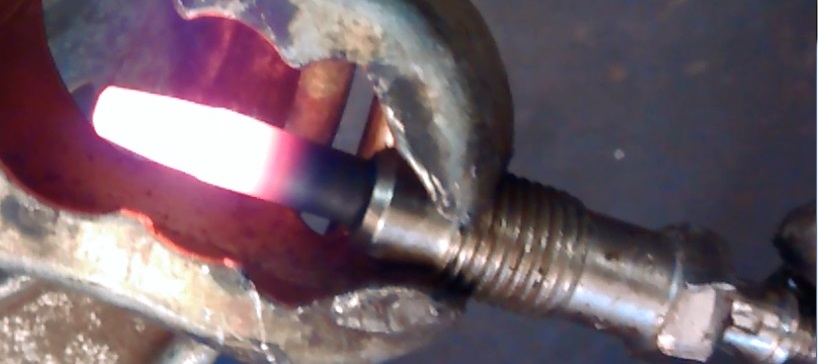
Bougie de préchauffage en fonctionnement.

Dans une voiture à moteur Diesel, à la différence d'une voiture à moteur essence, le conducteur ne se contente pas de tourner la clef pour démarrer le moteur. Le conducteur tourne la clef en position préchauffage pour que le relais des bougies fonctionne et un indicateur de préchauffage sur le tableau de bord s'allume. Ces petites résistances électriques que sont les bougies de préchauffage sont alors en action.  Ce processus est appelé « préchauffage ». 
Contrairement aux bougies d'allumage d'un moteur à essence, les bougies de préchauffage n'interviennent pas directement dans le fonctionnement du moteur. Elles ne sont sollicitées qu'au démarrage du moteur et entre 0 et 300 secondes après, selon le type d'injection (directe ou indirecte) et la température du moteur afin d'élever plus rapidement la température de fonctionnent du moteur et donc améliorer la qualité de la combustion et limiter les émissions de polluants : il s'agit du post chauffage.
Si la voiture a roulé très récemment, ou si la température ambiante est élevée, le voyant de préchauffage peut ne pas s'éclairer : dans ce cas, le conducteur peut démarrer sans attendre.

## Anatomie
La bougie de préchauffage est une pièce de métal en forme de crayon, avec un élément chauffant à l'extrémité, la « spirale chauffante » qui, lorsqu'elle est sous tension électrique, réchauffe la chambre de combustion dans le cylindre (moteur Diesel à injection directe) ou la chambre de précombustion au-dessus du cylindre. La température peut alors atteindre 1 050 °C en 12 s.
La bougie de préchauffage classique à autorégulation comprend une tige centrale de connexion (elle ressort au niveau de la borne de la bougie), un corps en céramique et un crayon comprenant la spirale chauffante (tube incandescent soudé avec le bobinage et produit de remplissage en céramique). 
La bougie de préchauffage moderne est de type « bougie crayon technologie double spirale » : on a réduit son diamètre et augmenté sa longueur, ce qui a permis d'accoler à la spirale chauffante une spirale régulatrice. La bougie chauffe ainsi plus vite (temps de préchauffage réduit de plusieurs secondes) et est rendue plus fiable.

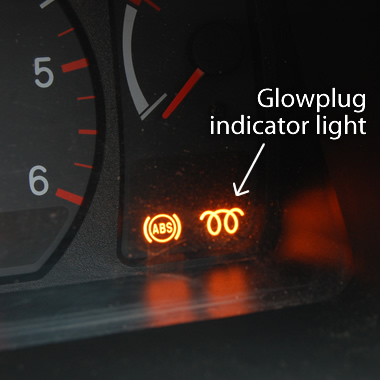
Témoin de bougie de préchauffage sur le tableau de bord d'une voiture

## Raison du préchauffage
Sur un moteur diesel, il est impératif qu'en fin de compression, l'air soit suffisamment chaud pour provoquer l'allumage du carburant. Lorsque le moteur est froid, il est quasiment impossible d'atteindre cette température minimale lors du démarrage. On crée donc un point chaud (l'extrémité de la bougie de préchauffage) qui permet l'inflammation du mélange. 
Les plus anciens Diesel utilisant des préchambres de combustion peuvent voir celles-ci endommagées par le démarrage sans préchauffe.
Les moteurs Diesel à injection indirecte démarrent difficilement sans préchauffage à cause des pertes thermiques au niveau des parois froides du moteur — dont la surface est plus importante que sur les moteurs Diesel à injection directe, à cause de la présence d'une chambre de précombustion —, lesquelles empêchent une élévation suffisante de la température des chambres de combustion, indispensable pour déclencher l'auto-allumage du carburant.